# Michele Maria Milano
Michele Maria Milano Franco d'Aragona (Polistena, 16 novembre 1778 – Napoli, 4 gennaio 1843) è stato uno scrittore italiano.

## Biografia
Michele Maria Milano nacque a Polistena nel 1778. Suo padre, Giovanni, era marchese di San Giorgio Morgeto e di Polistena, principe di Ardore e principe del Sacro Romano Impero. Sua madre, Giovanna Evoli, era figlia di Francesco Eboli, duca di Castropignano. Michele era il settimo figlio della coppia.
Quando Michele aveva cinque anni, la famiglia si trasferì a Napoli. Nella città partenopea, fu educato dai religiosi Francesco Saverio Pepe e Francesco Passarelli, che lo formarono sulla letteratura latina e greca. Alla morte dei genitori, fu suo fratello Francesco Maria a prendersi cura di lui. Dopo un breve periodo in un collegio gestito dai padri somaschi, tuttavia, Michele fece ritorno in famiglia e riprese a seguire gli insegnamenti dei due precettori. Con l'abate Passarelli, in particolare, strinse uno stretto rapporto di amicizia che lo portò, diciottenne, a seguirne le idee politiche: le idee rivoluzionarie provenienti dalla Francia, che espresse nei saggi Sulla cultura delle nazioni e Sui mezzi per rendere forte una nazione. In famiglia venne così a contrapporsi al fratello Francesco Maria, ufficiale borbonico.
Nel 1799, alla proclamazione della Repubblica Napoletana, Michele Maria era a Polistena, dove con il fratello Raffaele aveva preso contatti con altri sostenitori della causa giacobina. All'evolversi degli eventi, però, si trovarono contro il clero locale, che aizzò la popolazione contro la rivoluzione nella piana di Gioia Tauro. Michele Maria e Raffaele Milano, con altri, stavano cercando di congiungersi alle truppe giacobine che tenevano Vibo Valentia (allora chiamata Monteleone) quando furono fatti prigionieri dalle milizie popolari. Consegnati al cardinale Fabrizio Ruffo, furono rinchiusi nella Cittadella di Messina, nella quale Michele Maria fu tenuto prigioniero per ventiquattro mesi, durante ventuno dei quali condivise la cella con il naturalista francese Déodat de Dolomieu. Furono infine liberati in seguito alla pace di Firenze, stipulata tra Napoleone Bonaparte e il re di Napoli Ferdinando IV il 28 marzo 1801.
In seguito, Michele Milano tornò a Napoli, salvo una breve permanenza a Valencia per curare interessi familiari. Nella città partenopea si dedicò allo studio delle scienze naturali, su suggerimento di Dolomieu. Nel 1804, pubblicò il libro Introduzione allo studio della natura. Nel 1806 Giuseppe Bonaparte, nominato Re di Napoli dal fratello, assegnò a Michele Milano degli incarichi di corte e promosse la formazione del Reale Istituto d'Incoraggiamento di Napoli, di cui Milano fu socio fondatore. Per tale occasione preparò la Memoria geologica su la Calabria Ulteriore.
Quando nel 1808, Gioacchino Murat succedette a Giuseppe Bonaparte quale Re di Napoli, nominò Michele Milano intendente della Terra d'Otranto. Milano lasciò l'incarico tre anni dopo e rientrato a Napoli sposò Maria Liberata De Turris, che gli diede una figlia, Francesca nata nel 1813. In quello stesso anno, tuttavia, morì sia il vecchio precettore Francesco Passarelli, sia la giovano moglie Maria Liberata. Michele Milano lasciò allora la città per soggiornare a Portici. Scrisse allora Fatalità e le poesie Ozii poetici, pubblicate nel 1814.
Rientrato a Napoli, elaborò la traduzione dal greco dei Colloqui con te stesso di Marco Aurelio e diede alle stampe i Cenni geologici sulla provincia di Terra d'Otranto, che dedicò a Dolomieu, e i Cenni geologici sul tenimento di Massa Lubrense. Invitato nuovamente a prendere parte alla vita politica, partecipò alle attività del primo Parlamento napoletano (1820); ma con l'occupazione della città da parte delle truppe austriache a sostegno dei Borbone (1821), si ritirò a vita privata.
Nel 1827 un nuovo lutto colpì Michele Milano, che perse la figlia Francesca. Nel 1830 redasse una storia della sua famiglia e dei rapporti con altre importante case nobiliari spagnole ne I Borgia. Collaborò con il periodico Il Progresso, sul quale pubblicò Cenni sulla fisica sperimentale. La sua opera maggiore, Le cinque età della filosofia naturale, fu pubblicata nel 1837. L'anno seguente diede alle stampe le Istituzioni di fisica, dedicate a Francesco Passarelli e rivolte agli studenti universitari.
Michele Milano si era unito in secondo nozze con Lucia Talamo, che gli diede cinque figli. Due di questi morirono ancora bambini e la stessa Lucia morì nel 1838 nel dare alla luce il quinto figlio. A tale anno corrisponde anche l'ultima produzione letteraria di Michele Milano, il Vestibulo della teoria dell'Universo. Michele Milano morì a Napoli il 4 gennaio 1843.

## Onorificenze
L'ITIS Milano di Polistena in provincia di Reggio Calabria, è stato intitolato nel 1995 a Michele Maria Milano.

## Opere
- Sui mezzi per rendere forte una nazione
- Sulla cultura delle nazioni
- Introduzione allo studio della natura (1804)
- Ozii poetici (1814)
- Cenni geologici sulla provincia di Terra d'Otranto
- Cenni geologici sul tenimento di Massa Lubrense
- I Borgia (1830)
- Cenni sulla fisica sperimentale (1832)
- Istituzioni di fisica (1838)
- Le cinque età della filosofia naturale (1837)
- Vestibulo della teoria dell'Universo (1838)